# عزلة المرخام (إب)

تعديل مصدري - تعديل

عزلة المرخام هي إحدى عزل مديرية السدة في محافظة إب اليمنية ويبلغ تعداد سكانها 3802 نسمة حسب التعداد السكاني في اليمن لعام 2004.

## قرى
بيت الشامي في المرخام (السدة)
بيت وحيش (السدة)
ماور (السدة)
صلي (السدة)
العدن (السدة)
رباط العصبات (السدة)
الجلبي (السدة)
بيت النسيم (السدة)
بيت الصباحي (السدة)
المقسمين (السدة)
الضيعة (السدة)
الضجام (السدة)
الهجر (السدة)
الجرامز (السدة)
الذاري (السدة)

## روابط خارجية
- الجهاز المركزي للإحصاء بالجمهورية اليمنية
- المركز الوطني للمعلومات باليمن
- الدليل الشامل